# Colelia
Colelia est une commune du județ de Ialomița en Roumanie.